# Hjalmar Løken
Hjalmar Løken, född 31 oktober 1852, död 1932, var en norsk journalist. Han var bror till Arne och Einar Løchen och kusin till Håkon Løken.
Løken tog en juris kandidatexamen 1876 och verkade först som advokat. Åren 1885-90 var han redaktör för Dagsposten i Trondhjem, 1890-1918 för Norske Inteligenssedler i Kristiania, som under hans ledning hade stor framgång och blev huvudorgan för venstre i Kristiania.